# یواس‌اس اوگجی (ای‌اوجی-۳۵)
یواس‌اس اوگجی (ای‌اوجی-۳۵) (به انگلیسی: USS Ogeechee (AOG-35)) یک کشتی بود که طول آن 220 ft 6 in بود. این کشتی در سال ۱۹۴۴ ساخته شد.